# Metamorphosis (Papa Roach)
Metamorphosis is het zesde studioalbum van de Amerikaanse rockband Papa Roach. Het album kwam uit op 24 maart 2009 op de platenlabels DGC en Interscope. De originele albumtitel was Days of War, Nights of Love, een citaat uit hun nummer "No More Secrets" van hun vorige album The Paramour Sessions. Ook staan op dit album twee nummers die "Days of War" en "Nights of Love" heetten. Dit is het eerste album met drummer Tony Palermo.
Het album kwam binnen op de achtste plaats in de Amerikaanse hitlijst Billboard 200, met in de eerste week van uitgave 44.000 verkochte exemplaren. In de Verenigde Staten zijn meer dan 400.000 exemplaren van Metamorphisis verkocht. In Canada ging het beter met dit album: Metamorphosis kwam binnen op de vijftiende plaats en stond in de tweede week op de eerste plaats in de hitlijst aldaar. Wereldwijd zijn er meer dan 700.000 stuks van verkocht.

## Nummers
Alle muziek en teksten zijn geschreven door Jacoby Shaddix en Tobin Esperance, tenzij anders aangegeven. 
| 1.                 | Days of War (Esperance en Jerry Horton)                                             | 1:25 |
| 2.                 | Change or Die (Shaddix, Esperance en Horton)                                        | 3:19 |
| 3.                 | Hollywood Whore (Shaddix, Esperance en Horton)                                      | 3:54 |
| 4.                 | I Almost Told You That I Loved You (Shaddix, Esperance en James Michael)            | 3:12 |
| 5.                 | Lifeline (Shaddix, Esperance en Michael)                                            | 4:18 |
| 6.                 | Had Enough (Shaddix, Esperance en Horton)                                           | 4:02 |
| 7.                 | Live This Down (Shaddix, Esperance en Michael)                                      | 3:36 |
| 8.                 | March Out of the Darkness (Shaddix, Esperance en Horton)                            | 4:22 |
| 9.                 | Into the Light (Shaddix, Esperance en Horton)                                       | 3:28 |
| 10.                | Carry Me                                                                            | 4:26 |
| 11.                | Nights of Love (Shaddix, Esperance en Horton)                                       | 5:16 |
| 12.                | State of Emergency (Shaddix, Esperance en Michael)                                  | 5:07 |
| 13.                | Lifeline (Live from Crüe Fest) (iTunes exclusief) - (Shaddix, Esperance en Michael) | 4:08 |
| Totale duur: 45:14 |                                                                                     |      |

| Nr. | Titel                                                                       | Duur |
| --- | --------------------------------------------------------------------------- | ---- |
| 13. | She Loves Me Not (Live in Chicago)                                          | 3:45 |
| 14. | Broken Home (Live in Chicago) - Shaddix, Esperance, Dave Buckner en Horton) | 3:48 |

## Bandleden
- Jacoby Shaddix - leadzang
- Jerry Horton - gitaar, achtergrondzang
- Tobin Esperance - basgitaar, achtergrondzang
- Tony Palermo - drums, percussie